# アブドゥッラー・アル＝ワーキド
アブドゥッラー・アル＝ワーキド（Abdullah Al-Waked Al-Shahrani、1975年9月29日 - ）は、サウジアラビアの元サッカー選手。元サウジアラビア代表。ポジションはミッドフィールダー。

## 来歴
1999年にサウジアラビア代表デビュー。AFCアジアカップ2000では4試合に出場して準優勝した。また、2002 FIFAワールドカップにも2試合に出場した。2004年までに59試合に出場、4得点をあげた。

## 代表歴

### 出場大会
- サウジアラビア代表
  - 2002 FIFAワールドカップ

### 試合数
- 国際Aマッチ 59試合 4得点（1999年-2004年）[1]

| サウジアラビア代表 | 国際Aマッチ | 国際Aマッチ |
| 年                 | 出場        | 得点        |
| ------------------ | ----------- | ----------- |
| 1999               | 11          | 0           |
| 2000               | 7           | 0           |
| 2001               | 12          | 2           |
| 2002               | 19          | 1           |
| 2003               | 6           | 1           |
| 2004               | 4           | 0           |
| 通算               | 59          | 4           |